# Pycnotheca mirabilis
Pycnotheca mirabilis är en nässeldjursart som först beskrevs av George James Allman 1883.  Pycnotheca mirabilis ingår i släktet Pycnotheca och familjen Kirchenpaueriidae. Inga underarter finns listade i Catalogue of Life.